# Ludiente
Ludiente ist eine Gemeinde (Municipio) mit 175 Einwohnern (Stand: 2024) in der Provinz Castellón in der spanischen autonomomen Region Valencia. Neben dem Hauptort Ludiente gehören die Ortschaften La Girraba de Arriba und La Girraba de Abajo zur Gemeinde.

## Geographie
Ludiente liegt etwa 31 Kilometer westnordwestlich der Provinzhauptstadt Castellón de la Plana und etwa 58 Kilometer nordnordöstlich von Valencia im Bezirk Alto Mijares in einer Höhe von ca. 430 m.

## Sehenswürdigkeiten
- Burganlage von Bou Negre
- Burgruine von Ludiente
- alte und neue Kirche Mariä Geburt
- Marienkapelle
- Turm von Girraba

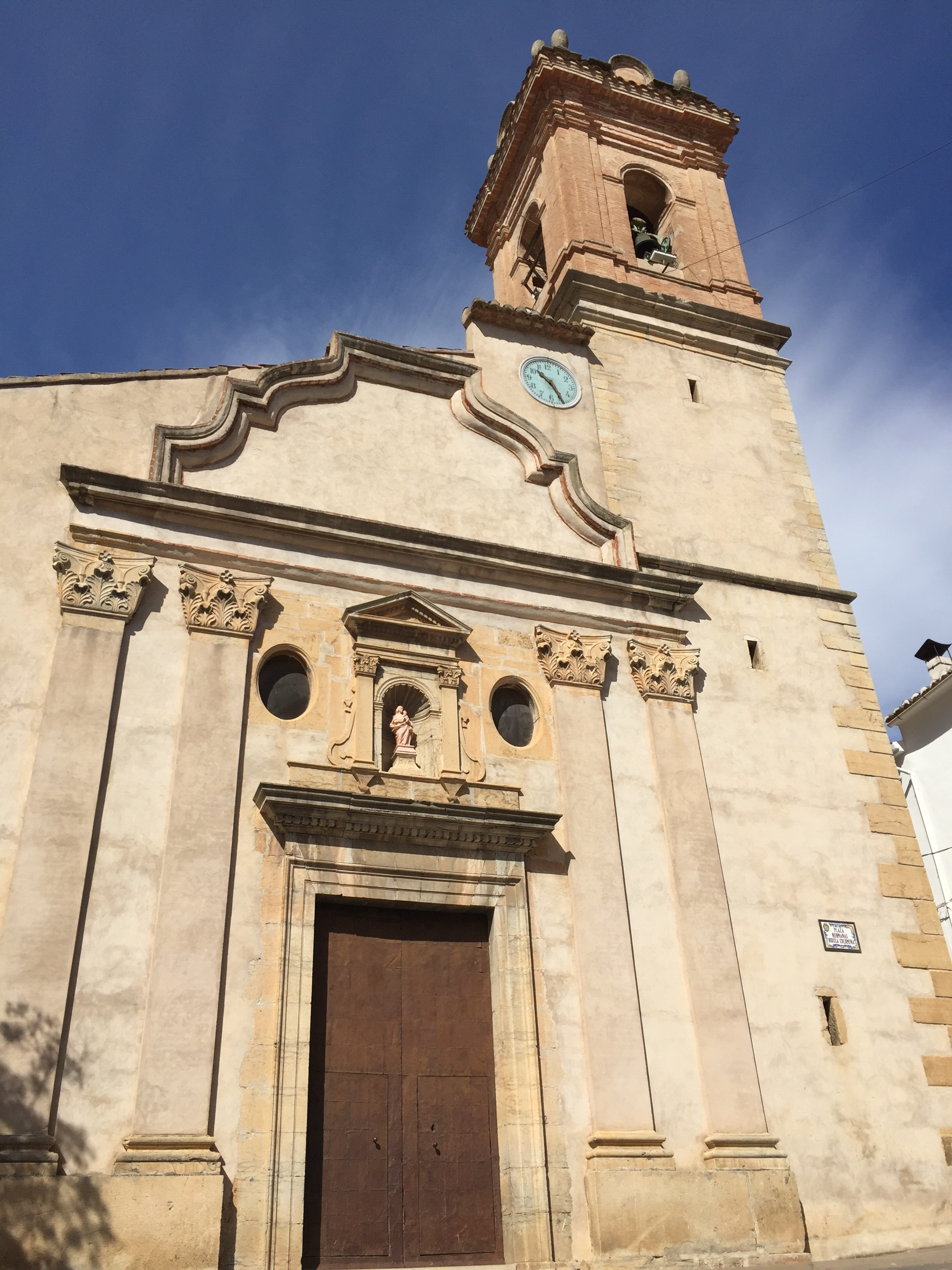
Kirche Mariä Geburt
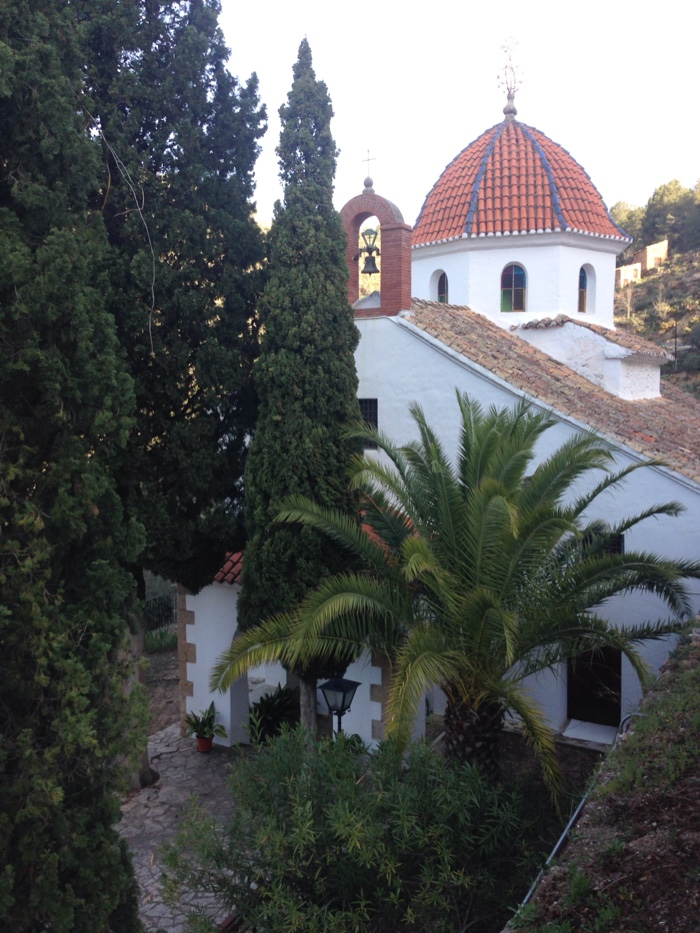
Marienkapelle

## Persönlichkeiten
- José Negre (1875–1939), Anarchist, Generalsekretär der CNT